# 俞振英
俞振英，浙江新昌人，明朝政治人物，同进士出身。
成化二十年（1484年）甲辰科進士，历任尚宝司卿。